# Sapwuahfik
Sapwuahfik, wcześniej znany jako Ngatik (inne nazwy: Los Valientes, Seven Islands, Islas de la Passion) – miasto i atol w Mikronezji, w stanie Pohnpei. Należy do archipelagu Karolin na Oceanie Spokojnym. Atol został odkryty w 1773 r. przez hiszpańskiego żeglarza Felipe Tompsona.

## Geografia
Sapwuahfik leży 138 km na południowy wschód od Pohnpei i 320 km na północny wschód od Nukuoro. Długość atolu wynosi 22,5 km, a szerokość 9,6 km. Atol składa się z 10 płaskich wysp gęsto porośniętych przez palmy kokosowe. Największa z nich to Ngatik. Wyspy zajmują łączną powierzchnię 1,551 km². Powierzchnia laguny wynosi 78,56 km², natomiast powierzchnia całego atolu to 114 km². Największa głębokość laguny wynosi 159 m.
Do laguny wiedzie jedna bezpieczna droga morska z kierunku południowo-wschodniego. Kanał ten ma szerokość 114 m.
| Wyspa                  | Powierzchnia km² | Położenie         |
| ---------------------- | ---------------- | ----------------- |
| Ngatik                 | 0,906            | zachodni koniec   |
| Peina                  | 0,206            | północ            |
| Bigen Karakar          | 0,025            | północny wschód   |
| Jirup                  | 0,023            | wschód            |
| Bigen Kelang           | 0,047            | wschód            |
| Pikepe (Piken Mategan) | 0,009            | wschód            |
| Dekehnman              | 0,009            | wschodni koniec   |
| Wat                    | 0,281            | wschodni koniec   |
| Pikenmetkow            | 0,006            | południowy wschód |
| Uataluk (Wateiluk)     | 0,039            | południe          |
| Sapwuahfik             | 1,551            |                   |

## Ludność
Populacja Sapwuahfik wynosiła w 2012 roku ok. 640 osób. Kultura mieszkańców atolu jest bardzo zbliżona do kultury najbliższej wyspy – Pohnpei, jednakże posiada pewne unikalne cechy.
Lokalna społeczność, Ngatikanie, rozwinęła się jako wynik masakry na wyspie dokonanej w lipcu 1837 roku, kiedy to wszyscy męscy mieszkańcy zostali zabici przez załogę australijskiego kapitana C.H. Harta oraz wojowników z wyspy Pohnpei. Część z tych najeźdźców, wśród których byli zarówno Europejczycy, jak i mieszkańcy Pohnpei wzięli za żony mieszkanki wyspy. W ten sposób powstała nowa kultura i nowy język – mieszanka angielskiego i dialektu Sapwuahfik języka pohnpei. Wyspę zamieszkują też potomkowie przybyszów z Kiribati, Stanów Zjednoczonych i innych wysp Mikronezji.
Ngatik jest jedyną zamieszkaną wyspą, sześć większych z pozostałych wysp służy społeczności do zbierania kokosów i uprawiana taro, a także hodowli świń, czy kur. Na wyspach tych znajduje się 12 budynków służących jako tymczasowe schronienie. Na wyspie Ngatik znajduje się nadajnik radiowy.

## Przyroda
Na atolu dominują palmy kokosowe. Oprócz tego występują drzewa z rodzajów: pandan, Scaevola i figowiec, oraz takie gatunki jak: chlebowiec właściwy, morwa indyjska, keben okazały, Cordia subcordata, Allophylus timorensis, Calophyllum inophyllum, Guettarda speciosa, Hernandia nymphaeifolia, Intsia bijuga,  Neisosperma oppositifolia, Pisonia grandis, Premna serratifolia i Terminalia samoensis. Występują tu także 2 gatunki żółwi morskich i 12 gatunków jaszczurek (w tym 5 gekonowatych i 7 scynkowatych).